# Julia Unszlicht-Bernstein
Julia Unszlicht-Bernsteinowa (ur. 1868, zm. 15 grudnia 1914 w Warszawie) – nauczycielka, działaczka oświatowa i autorka książek dla dzieci.

## Życiorys
Urodzona w zasymilowanej rodzinie żydowskiej. Należała do słuchaczek Uniwersytetu Latającego w pierwszym okresie jego istnienia. Na Wystawie Pracy Kobiet w 1889 w Warszawie nagrodzona medalem brązowym za zbiór środków7 własnego pomysłu do nauki poglądowej W latach dziewięćdziesiątych współpracowała z „Przeglądem Pedagogicznym" redagowanym przez Jana Władysława Dawida, pisując na jego łamach liczne artykuły na temat wychowania domowego i przedszkolnego. Od 1889 r. prowadziła kursy freblowskie, które kształciły przyszłe wychowawczynie przedszkoli i ochronek. Pracowała jako nauczycielka prywatna w Warszawie. Była znaną działaczką oświatową, specjalizującą się w teorii wychowania przedszkolnego. Współpracownica Stefani Sempołowskiej. Uczestniczyła w pracach Wydziału Czytelń Bezpłatnych, w 1899 aresztowana przez policję. W jej mieszkaniu odbywały się m.in. w 1901 wykłady Uniwersytetu Latającego, na którym wykładała zagadnienia pedagogiczne. W latach 1905–1908 członkini  Stowarzyszenia Kursów dla Analfabetów Dorosłych oraz Warszawskiego Żydowskiego Stowarzyszenia Ochrony Kobiet. W latach 1906–1910 współpracowniczka miesięcznika pedagogicznego "Nowe Tory" w Warszawie. Systematycznie przekazywała część swego księgozbioru na rzecz Towarzystwa Biblioteki Publicznej w Warszawie. Przed I wojną światową na łamach czasopism postępowo-demokratycznych prezentowała poglądy antyklerykalne.

## Niektóre prace
- Organizacja oświaty powszechnej w Stanach Zjednoczonych Ameryki Północnej w zarysie, Warszawa 1907,
- [wraz ze Stefanią Sempołowską] Pierwszy zbiorek powiastek, opowiadań, wierszyków i ćwiczeń dla dzieci od lat 7 do 9, Warszawa 1907 (siedem wydań)
- [wraz ze Stefanią Sempołowską] Dla przyszłości: czytania dla młodzieży i dla dorosłych. Cz. 3, Człowiek i ludzie, Warszawa-Lwów 1907
- Nowe metody nauki czytania i pisania, Warszawa 1916,
- Przebłyski nowych form wychowawczych: odczyt wygłoszony w Krakowie w Uniwersytecie Ludowym im. Mickiewicza, Warszawa 1906